# Abierto de Estados Unidos 2023
El Abierto de Estados Unidos 2023 fue la edición número 143 y el último evento de Grand Slam del año. Se llevó a cabo en canchas duras al aire libre en el Centro Nacional de Tenis Billie Jean King de la USTA en la ciudad de Nueva York desde el 28 de agosto hasta el 10 de septiembre del 2023. Fue un evento de la Federación Internacional de Tenis (ITF, por su siglas en inglés) que formó parte del ATP Tour 2023 y del WTA Tour 2023.
El torneo contó con la vuelta de los campeones defensores individuales en masculinos, Carlos Alcaraz y en femeninos, Iga Świątek, respectivamente.

## Torneo
El US Open de 2023 fue la 143ª edición consecutiva del torneo y tuvo lugar en el Centro Nacional de Tenis Billie Jean King de la USTA en Flushing Meadows–Corona Park of Queens en la ciudad de Nueva York, Nueva York, Estados Unidos. El torneo se jugó en canchas duras y se llevó a cabo en una serie de 15 canchas con superficie Laykold, incluidas las tres canchas principales existentes: el Estadio Arthur Ashe, el Estadio Louis Armstrong y el Grandstand.
El torneo fue organizado por la Asociación de Tenis de los Estados Unidos (USTA), supervisado por la Federación Internacional de Tenis (ITF), y parte de los calendarios ATP Tour 2023 (tenistas profesionales masculinos) y WTA Tour 2023 (jugadoras profesionales femeninas) bajo la categoría Grand Slam. El torneo consistió en cuadros de individuales y dobles masculinos y femeninos, ya que los cuadros de individuales permanecen en el formato estándar de 128 personas en cada categoría, ya que ambos sorteos de dobles volvieron al estándar de 64 jugadores.
El torneo contó con la vuelta de varios tenistas que fueron vetados por no estar vacunados contra el virus que provoca el COVID-19, entre ellos, Novak Djokovic, quien regresa tras más de 4 años de estar ausente del último evento de Grand Slam del año, respaldado por la organización y también con la vuelta de Caroline Wozniacki, quien tras anunciar su regreso a la máxima actividad tenística a finales de junio del 2023, tras más de 3 años (en parte por su maternidad), recibió un wildcard (invitación) para poder disputar el torneo.

## Puntos y premios

### Distribución de puntos

#### Séniors
| Evento               | G    | F    | SF  | CF  | R16 | R32 | R64 | R128 |
| Individual masculino | 2000 | 1200 | 720 | 360 | 180 | 90  | 45  | 10   |
| Dobles masculino     | 1000 | 600  | 360 | 180 | 90  | 0   | —   | —    |
| Individual femenino  | 2000 | 1300 | 780 | 430 | 240 | 130 | 70  | 10   |
| Dobles femenino      | 1000 | 650  | 390 | 215 | 120 | 10  | —   | —    |

#### Silla de ruedas
| Evento           | G   | F   | SF  | CF  |
| Individual       | 800 | 500 | 375 | 100 |
| Dobles           | 800 | 500 | 100 | —   |
| Quad* Individual | 800 | 500 | 375 | 100 |
| Quad* Dobles     | 800 | 100 | —   | —   |

* Categoría específica de tenis en silla de ruedas

### Premios monetarios
| Evento     | G             | F             | SF          | CF          | R16         | R32         | R64         | R128       | C3         | C2         | C1         |
| Individual | 3 000 000 USD | 1 500 000 USD | 775 000 USD | 455 000 USD | 284 000 USD | 191 000 USD | 123 000 USD | 81 500 USD | 45 000 USD | 34 500 USD | 22 000 USD |
| Dobles     | 700 000 USD   | 350 000 USD   | 180 000 USD | 100 000 USD | 58 000 USD  | 36 800 USD  | 22 000 USD  | —          | —          | —          | —          |

## Sumario

### Día 1 (28 de agosto)
- Cabezas de serie eliminados:
  - Individual masculino:  Holger Rune [4],  Félix Auger-Aliassime [15],  Lorenzo Musetti [18],  Aleksandr Búblik [25],  Sebastian Korda [31]
  - Individual femenino:  María Sákkari [8],  Veronika Kudermétova [16],  Anhelina Kalínina [28],  Elisabetta Cocciaretto [29]
- Orden de juego

| Partidos en los estadios principales                 | Partidos en los estadios principales | Partidos en los estadios principales | Partidos en los estadios principales |
| Partidos en el Arthur Ashe Stadium                   | Partidos en el Arthur Ashe Stadium   | Partidos en el Arthur Ashe Stadium   | Partidos en el Arthur Ashe Stadium   |
| Evento                                               | Ganador                              | Perdedor                             | Marcador                             |
| ---------------------------------------------------- | ------------------------------------ | ------------------------------------ | ------------------------------------ |
| Individual femenino - Primera ronda                  | Iga Świątek [1]                      | Rebecca Peterson                     | 6-0, 6-1                             |
| Individual masculino - Primera ronda                 | Frances Tiafoe [10]                  | Learner Tien [WC]                    | 6-2, 7-5, 6-1                        |
| Individual femenino - Primera ronda                  | Cori Gauff [6]                       | Laura Siegemund [Q]                  | 3-6, 6-2, 6-4                        |
| Individual masculino - Primera ronda                 | Novak Djokovic [2]                   | Alexandre Müller                     | 6-0, 6-2, 6-3                        |
| Partidos en el Louis Armstrong Stadium               |                                      |                                      |                                      |
| Evento                                               | Ganador                              | Perdedor                             | Marcador                             |
| Individual femenino - Primera ronda                  | Victoria Azarenka [18]               | Fiona Ferro [WC]                     | 6-1, 6-2                             |
| Individual femenino - Primera ronda                  | Beatriz Haddad Maia [19]             | Sloane Stephens                      | 6-2, 5-7, 6-4                        |
| Individual masculino - Primera ronda                 | Taylor Fritz [9]                     | Steve Johnson [WC]                   | 6-2, 6-1, 6-2                        |
| Individual masculino - Primera ronda                 | Stefanos Tsitsipas [7]               | Milos Raonic [PR]                    | 6-2, 6-3, 6-4                        |
| Individual femenino - Primera ronda                  | Caroline Wozniacki [WC]              | Tatiana Prozorova [Q]                | 6-3, 6-2                             |
| Partidos en el Grandstand                            |                                      |                                      |                                      |
| Evento                                               | Ganador                              | Perdedor                             | Marcador                             |
| Individual masculino - Primera ronda                 | Dominic Thiem                        | Aleksandr Búblik [25]                | 6-3, 6-2, 6-4                        |
| Individual femenino - Primera ronda                  | Danielle Collins                     | Linda Fruhvirtová                    | 6-2, 6-0                             |
| Individual femenino - Primera ronda                  | Elena Rybakina [4]                   | Marta Kostyuk                        | 6-2, 6-1                             |
| Individual masculino - Primera ronda                 | Christopher Eubanks [28]             | Soon Woo Kwon                        | 6-3, 6-4, 0-6, 6-4                   |
| Fondo de color indica un partido de la rama femenina |                                      |                                      |                                      |

### Día 2 (29 de agosto)
- Cabezas de serie eliminados:
  - Individual masculino:  Karen Khachanov [11],  Tallon Griekspoor [24],  Borna Ćorić [27],  Ugo Humbert [29]
  - Individual femenino:  Caroline Garcia [7],  Barbora Krejčíková [12],  Donna Vekić [21],  Anastasia Potapova [27]
- Orden de juego

| Partidos en los estadios principales                 | Partidos en los estadios principales | Partidos en los estadios principales | Partidos en los estadios principales |
| Partidos en el Arthur Ashe Stadium                   | Partidos en el Arthur Ashe Stadium   | Partidos en el Arthur Ashe Stadium   | Partidos en el Arthur Ashe Stadium   |
| Evento                                               | Ganador                              | Perdedor                             | Marcador                             |
| ---------------------------------------------------- | ------------------------------------ | ------------------------------------ | ------------------------------------ |
| Individual masculino - Primera ronda                 | Daniil Medvédev [3]                  | Attila Balázs [PR]                   | 6-1, 6-1, 6-0                        |
| Individual femenino - Primera ronda                  | Jessica Pegula [3]                   | Camila Giorgi                        | 6-2, 6-2                             |
| Individual femenino - Primera ronda                  | Venus Williams [WC]                  | Greet Minnen [Q]                     | 6-1, 6-1                             |
| Individual masculino - Primera ronda                 | Carlos Alcaraz [1]                   | Dominik Koepfer                      | 6-2, 3-2, ret.                       |
| Partidos en el Louis Armstrong Stadium               |                                      |                                      |                                      |
| Evento                                               | Ganador                              | Perdedor                             | Marcador                             |
| Individual femenino - Primera ronda                  | Ons Jabeur [5]                       | Camila Osorio                        | 7-5, 7-6(7-4)                        |
| Individual femenino - Primera ronda                  | Madison Keys [17]                    | Arantxa Rus                          | 6-2, 6-4                             |
| Individual masculino - Primera ronda                 | John Isner [WC]                      | Facundo Díaz Acosta                  | 6-4, 6-3, 7-6(7-1)                   |
| Individual masculino - Primera ronda                 | Jannik Sinner [6]                    | Yannick Hanfmann                     | 6-3, 6-1, 6-1                        |
| Individual femenino - Primera ronda                  | Aryna Sabalenka [2]                  | Maryna Zanevska                      | 6-3, 6-2                             |
| Partidos en el Grandstand                            |                                      |                                      |                                      |
| Evento                                               | Ganador                              | Perdedor                             | Marcador                             |
| Individual femenino - Primera ronda                  | Ekaterina Alexandrova [22]           | Leylah Fernandez                     | 7-6(7-5), 5-7, 6-4                   |
| Individual masculino - Primera ronda                 | Andy Murray                          | Corentin Moutet                      | 6-2, 7-5, 6-3                        |
| Individual masculino - Primera ronda                 | Stan Wawrinka                        | Yoshihito Nishioka                   | 7-6(7-5), 6-2, 6-4                   |
| Individual femenino - Primera ronda                  | Sofia Kenin                          | Ana Bogdan                           | 7-6(7-2), 6-4                        |
| Fondo de color indica un partido de la rama femenina |                                      |                                      |                                      |

### Día 3 (30 de agosto)
- Cabezas de serie eliminados:
  - Individual masculino:  Casper Ruud [5],  Stefanos Tsitsipas [7],  Francisco Cerúndolo [20],  Christopher Eubanks [28]
  - Individual femenino:  Petra Kvitová [11],  Victoria Azarenka [18],  Beatriz Haddad Maia [19],  Magda Linette [24]
  - Dobles masculino:  Sander Gillé /  Joran Vliegen [11]
  - Dobles femenino:  Shuko Aoyama /  Ena Shibahara [7]
  - Dobles mixto:  Nicole Melichar /  Matthew Ebden [6]
- Orden de juego

| Partidos en los estadios principales                 | Partidos en los estadios principales | Partidos en los estadios principales      | Partidos en los estadios principales   |
| Partidos en el Arthur Ashe Stadium                   | Partidos en el Arthur Ashe Stadium   | Partidos en el Arthur Ashe Stadium        | Partidos en el Arthur Ashe Stadium     |
| Evento                                               | Ganador                              | Perdedor                                  | Marcador                               |
| ---------------------------------------------------- | ------------------------------------ | ----------------------------------------- | -------------------------------------- |
| Individual femenino - Segunda ronda                  | Cori Gauff [6]                       | Mirra Andreeva                            | 6-3, 6-2                               |
| Individual masculino - Segunda ronda                 | Novak Djokovic [2]                   | Bernabé Zapata                            | 6-4, 6-1, 6-1                          |
| Individual masculino - Segunda ronda                 | Frances Tiafoe [10]                  | Sebastian Ofner                           | 6-3, 6-1, 6-4                          |
| Individual femenino - Segunda ronda                  | Caroline Wozniacki [WC]              | Petra Kvitová [11]                        | 7-5, 7-6(7-5)                          |
| Partidos en el Louis Armstrong Stadium               |                                      |                                           |                                        |
| Evento                                               | Ganador                              | Perdedor                                  | Marcador                               |
| Individual femenino - Segunda ronda                  | Elise Mertens [32]                   | Danielle Collins                          | 3-6, 7-6(9-7), 6-1                     |
| Individual femenino - Segunda ronda                  | Iga Świątek [1]                      | Daria Saville                             | 6-3, 6-4                               |
| Individual masculino - Segunda ronda                 | Ben Shelton                          | Dominic Thiem                             | 7-6(7-1), 1-0, ret.                    |
| Individual femenino - Segunda ronda                  | Jennifer Brady [PR]                  | Magda Linette [24]                        | 6-1, 2-6, 6-2                          |
| Individual masculino - Segunda ronda                 | Taylor Fritz [9]                     | Juan Pablo Varillas                       | 6-1, 6-2, 6-2                          |
| Partidos en el Grandstand                            |                                      |                                           |                                        |
| Evento                                               | Ganador                              | Perdedor                                  | Marcador                               |
| Individual masculino - Segunda ronda                 | Dominic Stricker [Q]                 | Stefanos Tsitsipas [7]                    | 7-5, 6-7(2-7), 6-7(5-7), 7-6(8-6), 6-3 |
| Individual femenino - Segunda ronda                  | Lin Zhu                              | Victoria Azarenka [18]                    | 6-3, 6-3                               |
| Dobles femenino - Primera ronda                      | Cori Gauff [3] Jessica Pegula [3]    | Quinn Gleason [WC] Elizabeth Mandlik [WC] | 6-2, 6-1                               |
| Individual masculino - Segunda ronda                 | Zhizhen Zhang                        | Casper Ruud [5]                           | 6-4, 5-7, 6-2, 0-6, 6-2                |
| Fondo de color indica un partido de la rama femenina |                                      |                                           |                                        |

### Día 4 (31 de agosto)
- Cabezas de serie eliminados:
  - Individual masculino:  Hubert Hurkacz [17],  Tomás Martín Etcheverry [30]
  - Individual femenino:  Karolína Plíšková [25]
  - Dobles masculino:  Kevin Krawietz /  Tim Puetz [10]
  - Dobles femenino:  Storm Hunter /  Elise Mertens [2]
- Orden de juego

| Partidos en los estadios principales                 | Partidos en los estadios principales | Partidos en los estadios principales | Partidos en los estadios principales |
| Partidos en el Arthur Ashe Stadium                   | Partidos en el Arthur Ashe Stadium   | Partidos en el Arthur Ashe Stadium   | Partidos en el Arthur Ashe Stadium   |
| Evento                                               | Ganador                              | Perdedor                             | Marcador                             |
| ---------------------------------------------------- | ------------------------------------ | ------------------------------------ | ------------------------------------ |
| Individual masculino - Segunda ronda                 | Grigor Dimitrov [19]                 | Andy Murray                          | 6-3, 6-4, 6-1                        |
| Individual femenino - Segunda ronda                  | Madison Keys [17]                    | Yanina Wickmayer [LL]                | 6-1, 6-2                             |
| Individual masculino - Segunda ronda                 | Carlos Alcaraz [1]                   | Lloyd Harris [PR]                    | 6-3, 6-1, 7-6(7-4)                   |
| Individual femenino - Segunda ronda                  | Jessica Pegula [3]                   | Patricia Maria Țig                   | 6-3, 6-1                             |
| Partidos en el Louis Armstrong Stadium               |                                      |                                      |                                      |
| Evento                                               | Ganador                              | Perdedor                             | Marcador                             |
| Individual masculino - Segunda ronda                 | Jannik Sinner [6]                    | Lorenzo Sonego                       | 6-4, 6-2, 6-4                        |
| Individual femenino - Segunda ronda                  | Aryna Sabalenka [2]                  | Jodie Burrage                        | 6-3, 6-2                             |
| Individual femenino - Segunda ronda                  | Elina Svitolina [26]                 | Anastasia Pavlyuchenkova             | 5-7, 6-4, 6-4                        |
| Individual femenino - Segunda ronda                  | Daria Kasatkina [13]                 | Sofia Kenin                          | 2-6, 6-4, 6-4                        |
| Individual masculino - Segunda ronda                 | Daniil Medvédev [3]                  | Christopher O'Connell                | 6-2, 6-2, 6-7(6-8), 6-2              |
| Partidos en el Grandstand                            |                                      |                                      |                                      |
| Evento                                               | Ganador                              | Perdedor                             | Marcador                             |
| Individual masculino - Segunda ronda                 | Michael Mmoh [WC]                    | John Isner [WC]                      | 3-6, 4-6, 7-6(7-4), 6-4, 7-6(10-7)   |
| Individual femenino - Segunda ronda                  | Markéta Vondroušová [9]              | Martina Trevisan                     | 6-2, 6-2                             |
| Individual masculino - Segunda ronda                 | Andrey Rublev [8]                    | Gaël Monfils [PR]                    | 6-4, 6-3, 3-6, 6-1                   |
| Individual femenino - Segunda ronda                  | Ons Jabeur [5]                       | Linda Nosková                        | 7-6(9-7), 4-6, 6-3                   |
| Fondo de color indica un partido de la rama femenina |                                      |                                      |                                      |

### Día 5 (1 de septiembre)
- Cabezas de serie eliminados:
  - Individual masculino:  Alejandro Davidovich [21],  Adrian Mannarino [22],  Laslo Djere [32]
  - Individual femenino:  Elena Rybakina [4],  Elise Mertens [32]
  - Dobles masculino:  Jamie Murray /  Michael Venus [12]
  - Dobles femenino:  Barbora Krejčiková /  Kateřina Siniaková [1],  Lyudmyla Kichenok /  Jeļena Ostapenko [10],  Latisha Chan /  Zhaoxuan Yang [11]
  - Dobles mixto:  Luisa Stefani /  Joe Salisbury [4]
- Orden de juego

| Partidos en los estadios principales                 | Partidos en los estadios principales | Partidos en los estadios principales | Partidos en los estadios principales |
| Partidos en el Arthur Ashe Stadium                   | Partidos en el Arthur Ashe Stadium   | Partidos en el Arthur Ashe Stadium   | Partidos en el Arthur Ashe Stadium   |
| Evento                                               | Ganador                              | Perdedor                             | Marcador                             |
| ---------------------------------------------------- | ------------------------------------ | ------------------------------------ | ------------------------------------ |
| Individual masculino - Tercera ronda                 | Tommy Paul [14]                      | Alejandro Davidovich [21]            | 6-1, 6-0, 3-6, 6-3                   |
| Individual femenino - Tercera ronda                  | Caroline Wozniacki [WC]              | Jennifer Brady [PR]                  | 4-6, 6-3, 6-1                        |
| Individual femenino - Tercera ronda                  | Cori Gauff [6]                       | Elise Mertens [32]                   | 3-6, 6-3, 6-0                        |
| Individual masculino - Tercera ronda                 | Novak Djokovic [2]                   | Laslo Djere [32]                     | 4-6, 4-6, 6-1, 6-1, 6-3              |
| Partidos en el Louis Armstrong Stadium               |                                      |                                      |                                      |
| Evento                                               | Ganador                              | Perdedor                             | Marcador                             |
| Individual femenino - Tercera ronda                  | Karolína Muchová [10]                | Taylor Townsend                      | 7-6(7-0), 6-3                        |
| Individual femenino - Tercera ronda                  | Iga Świątek [1]                      | Kaja Juvan [Q]                       | 6-0, 6-1                             |
| Individual masculino - Tercera ronda                 | Frances Tiafoe [10]                  | Adrian Mannarino [22]                | 4-6, 6-2, 6-3, 7-6(8-6)              |
| Individual masculino - Tercera ronda                 | Taylor Fritz [9]                     | Jakub Menšík [Q]                     | 6-1, 6-2, 6-0                        |
| Individual femenino - Tercera ronda                  | Sorana Cîrstea [30]                  | Elena Rybakina [4]                   | 6-3, 6-7(7-8), 6-4                   |
| Partidos en el Grandstand                            |                                      |                                      |                                      |
| Evento                                               | Ganador                              | Perdedor                             | Marcador                             |
| Individual femenino - Tercera ronda                  | Xinyu Wang                           | Anna Karolina Schmiedlova            | 4-6, 6-3, 6-2                        |
| Individual masculino - Tercera ronda                 | Ben Shelton                          | Aslán Karatsev                       | 6-4, 3-6, 6-2, 6-0                   |
| Individual masculino - Tercera ronda                 | Dominic Stricker [Q]                 | Benjamin Bonzi [WC]                  | 2-6, 7-5, 7-6(7-4), 3-6, 6-2         |
| Individual femenino - Tercera ronda                  | Belinda Bencic [15]                  | Lin Zhu                              | 7-6(7-1), 2-6, 6-3                   |
| Fondo de color indica un partido de la rama femenina |                                      |                                      |                                      |

### Día 6 (2 de septiembre)
- Cabezas de serie eliminados:
  - Individual masculino:  Cameron Norrie [16],  Grigor Dimitrov [19],  Nicolás Jarry [23],  Daniel Evans [26]
  - Individual femenino:  Liudmila Samsonova [14],  Ekaterina Alexandrova [22],  Elina Svitolina [26],  Marie Bouzková [31]
  - Dobles masculino:  Lloyd Glasspool /  Harri Heliövaara [13],  Matwé Middelkoop /  Mate Pavić [14],  Robin Haase /  Nikola Mektić [16]
  - Dobles femenino:  Desirae Krawczyk /  Demi Schuurs [4],  Nicole Melichar /  Ellen Perez [5],  Hao-ching Chan /  Giuliana Olmos [9],  Veronika Kudermetova /  Liudmila Samsonova  [13]
  - Dobles mixto:  Su-Wei Hsieh /  Marcelo Arévalo [3],  Zhaoxuan Yang /  Kevin Krawietz [8]
- Orden de juego

| Partidos en los estadios principales                 | Partidos en los estadios principales | Partidos en los estadios principales | Partidos en los estadios principales |
| Partidos en el Arthur Ashe Stadium                   | Partidos en el Arthur Ashe Stadium   | Partidos en el Arthur Ashe Stadium   | Partidos en el Arthur Ashe Stadium   |
| Evento                                               | Ganador                              | Perdedor                             | Marcador                             |
| ---------------------------------------------------- | ------------------------------------ | ------------------------------------ | ------------------------------------ |
| Individual masculino - Tercera ronda                 | Carlos Alcaraz [1]                   | Daniel Evans [26]                    | 6-2, 6-3, 4-6, 6-3                   |
| Individual femenino - Tercera ronda                  | Jessica Pegula [3]                   | Elina Svitolina [26]                 | 6-4, 4-6, 6-2                        |
| Individual femenino - Tercera ronda                  | Ons Jabeur [5]                       | Marie Bouzková [31]                  | 5-7, 7-6(7-5), 6-3                   |
| Individual masculino - Tercera ronda                 | Daniil Medvédev [3]                  | Sebastián Báez                       | 6-2, 6-2, 7-6(8-6)                   |
| Partidos en el Louis Armstrong Stadium               |                                      |                                      |                                      |
| Evento                                               | Ganador                              | Perdedor                             | Marcador                             |
| Individual femenino - Tercera ronda                  | Aryna Sabalenka [2]                  | Clara Burel                          | 6-1, 6-1                             |
| Individual femenino - Tercera ronda                  | Madison Keys [17]                    | Liudmila Samsonova [14]              | 5-7, 6-2, 6-2                        |
| Individual masculino - Tercera ronda                 | Jannik Sinner [6]                    | Stan Wawrinka                        | 6-3, 2-6, 6-4, 6-2                   |
| Individual masculino - Tercera ronda                 | Alexander Zverev [12]                | Grigor Dimitrov [19]                 | 6-7(2-7), 7-6(10-8), 6-1, 6-1        |
| Individual femenino - Tercera ronda                  | Markéta Vondroušová [9]              | Ekaterina Alexandrova [22]           | 6-2, 6-1                             |
| Partidos en el Grandstand                            |                                      |                                      |                                      |
| Evento                                               | Ganador                              | Perdedor                             | Marcador                             |
| Individual masculino - Tercera ronda                 | Jack Draper                          | Michael Mmoh [WC]                    | 6-4, 6-2, 3-6, 6-3                   |
| Individual masculino - Tercera ronda                 | Andrey Rublev [8]                    | Arthur Rinderknech                   | 3-6, 6-3, 6-1, 7-5                   |
| Dobles femenino - Segunda ronda                      | Cori Gauff [3] Jessica Pegula [3]    | Cristina Bucșa Aleksandra Panova     | 6-1, 7-5                             |
| Fondo de color indica un partido de la rama femenina |                                      |                                      |                                      |

### Día 7 (3 de septiembre)
- Cabezas de serie eliminados:
  - Individual masculino:  Tommy Paul [14]
  - Individual femenino:  Iga Świątek [1],  Belinda Bencic [15]
  - Dobles masculino:  Marcel Granollers /  Horacio Zeballos [8]
- Orden de juego

| Partidos en los estadios principales                 | Partidos en los estadios principales     | Partidos en los estadios principales         | Partidos en los estadios principales |
| Partidos en el Arthur Ashe Stadium                   | Partidos en el Arthur Ashe Stadium       | Partidos en el Arthur Ashe Stadium           | Partidos en el Arthur Ashe Stadium   |
| Evento                                               | Ganador                                  | Perdedor                                     | Marcador                             |
| ---------------------------------------------------- | ---------------------------------------- | -------------------------------------------- | ------------------------------------ |
| Individual masculino - Cuarta ronda                  | Ben Shelton                              | Tommy Paul [14]                              | 6-4, 6-3, 4-6, 6-4                   |
| Individual femenino - Cuarta ronda                   | Cori Gauff [6]                           | Caroline Wozniacki [WC]                      | 6-3, 3-6, 6-1                        |
| Individual masculino - Cuarta ronda                  | Novak Djokovic [2]                       | Borna Gojo [Q]                               | 6-2, 7-5, 6-4                        |
| Individual femenino - Cuarta ronda                   | Jeļena Ostapenko [20]                    | Iga Świątek [1]                              | 3-6, 6-3, 6-1                        |
| Partidos en el Louis Armstrong Stadium               |                                          |                                              |                                      |
| Evento                                               | Ganador                                  | Perdedor                                     | Marcador                             |
| Individual femenino - Cuarta ronda                   | Karolína Muchová [10]                    | Xinyu Wang                                   | 6-3, 5-7, 6-1                        |
| Individual femenino - Cuarta ronda                   | Sorana Cîrstea [30]                      | Belinda Bencic [15]                          | 6-3, 6-3                             |
| Individual masculino - Cuarta ronda                  | Frances Tiafoe [10]                      | Rinky Hijikata [WC]                          | 6-4, 6-1, 6-4                        |
| Individual masculino - Cuarta ronda                  | Taylor Fritz [9]                         | Dominic Stricker [Q]                         | 7-6(7-2), 6-4, 6-4                   |
| Partidos en el Grandstand                            |                                          |                                              |                                      |
| Evento                                               | Ganador                                  | Perdedor                                     | Marcador                             |
| Dobles femenino - Tercera ronda                      | Leylah Fernandez [6] Taylor Townsend [6] | Karolína Plíšková Donna Vekić                | 7-6(7-3), 6-1                        |
| Dobles mixto - Segunda ronda                         | Jessica Pegula [1] Austin Krajicek [1]   | Bethanie Mattek-Sands [WC] Jamie Murray [WC] | 7-6(7-5), 7-5                        |
| Dobles masculino - Tercera ronda                     | Máximo González [5] Andrés Molteni [5]   | Tallon Griekspoor Thanasi Kokkinakis         | 7-6(7-4), 6-7(2-7), 6-3              |
| Dobles mixto - Segunda ronda                         | Taylor Townsend Ben Shelton              | Aldila Sutjiadi Rohan Bopanna                | 6-2, 7-5                             |
| Dobles masculino - Tercera ronda                     | Rajeev Ram [3] Joe Salisbury [3]         | Mackenzie McDonald Andreas Mies              | 6-3, 3-6, 6-2                        |
| Fondo de color indica un partido de la rama femenina |                                          |                                              |                                      |

### Día 8 (4 de septiembre)
- Cabezas de serie eliminados:
  - Individual masculino:  Jannik Sinner [6],  Álex de Miñaur [13]
  - Individual femenino:  Jessica Pegula [3],  Ons Jabeur [5],  Daria Kasátkina [13]
  - Dobles masculino:  Wesley Koolhof /  Neal Skupski [1],  Marcelo Arévalo /  Jean-Julien Rojer [4],  Santiago González /  Édouard Roger-Vasselin [7]
  - Dobles femenino:  Marta Kostyuk /  Elena-Gabriela Ruse [14],  Miyu Kato /  Aldila Sutjiadi [15]
  - Dobles mixto:  Demi Schuurs /  Hugo Nys [7]
- Orden de juego

| Partidos en los estadios principales                 | Partidos en los estadios principales  | Partidos en los estadios principales        | Partidos en los estadios principales |
| Partidos en el Arthur Ashe Stadium                   | Partidos en el Arthur Ashe Stadium    | Partidos en el Arthur Ashe Stadium          | Partidos en el Arthur Ashe Stadium   |
| Evento                                               | Ganador                               | Perdedor                                    | Marcador                             |
| ---------------------------------------------------- | ------------------------------------- | ------------------------------------------- | ------------------------------------ |
| Individual femenino - Cuarta ronda                   | Madison Keys [17]                     | Jessica Pegula [3]                          | 6-1, 6-3                             |
| Individual masculino - Cuarta ronda                  | Carlos Alcaraz [1]                    | Matteo Arnaldi                              | 6-3, 6-3, 6-4                        |
| Dobles femenino - Tercera ronda                      | Cori Gauff [3] Jessica Pegula [3]     | Marta Kostyuk [14] Elena-Gabriela Ruse [14] | 6-4, 6-1                             |
| Individual femenino - Cuarta ronda                   | Aryna Sabalenka [2]                   | Daria Kasátkina [13]                        | 6-1, 6-3                             |
| Individual masculino - Cuarta ronda                  | Alexander Zverev [12]                 | Jannik Sinner [6]                           | 6-4, 3-6, 6-2, 4-6, 6-3              |
| Partidos en el Louis Armstrong Stadium               |                                       |                                             |                                      |
| Evento                                               | Ganador                               | Perdedor                                    | Marcador                             |
| Individual femenino - Cuarta ronda                   | Markéta Vondroušová [9]               | Peyton Stearns                              | 6-7(3-7), 6-3, 6-2                   |
| Individual masculino - Cuarta ronda                  | Andrey Rublev [8]                     | Jack Draper                                 | 6-3, 3-6, 6-3, 6-4                   |
| Individual femenino - Cuarta ronda                   | Qinwen Zheng [23]                     | Ons Jabeur [5]                              | 6-2, 6-4                             |
| Individual masculino - Cuarta ronda                  | Daniil Medvédev [3]                   | Álex de Miñaur [13]                         | 2-6, 6-4, 6-1, 6-2                   |
| Partidos en el Grandstand                            |                                       |                                             |                                      |
| Evento                                               | Ganador                               | Perdedor                                    | Marcador                             |
| Dobles masculino - Tercera ronda                     | Ivan Dodig [2] Austin Krajicek [2]    | Vasil Kirkov [WC] Denis Kudla [WC]          | 5-7, 6-4, 7-5                        |
| Dobles femenino - Tercera ronda                      | Victoria Azarenka Beatriz Haddad Maia | Miyu Kato [15] Aldila Sutjiadi [15]         | 6-2, 6-0                             |
| Dobles mixto - Cuartos de final                      | Taylor Townsend Ben Shelton           | Demi Schuurs [7] Hugo Nys [7]               | 6-4, 6-2                             |
| Fondo de color indica un partido de la rama femenina |                                       |                                             |                                      |

### Día 9 (5 de septiembre)
- Cabezas de serie eliminados:
  - Individual masculino:  Taylor Fritz [9],  Frances Tiafoe [10]
  - Individual femenino:  Jeļena Ostapenko [20],  Sorana Cîrstea [30]
  - Dobles masculino:  Máximo González /  Andrés Molteni [5],  Hugo Nys /  Jan Zieliński [9],  Nathaniel Lammons /  Jackson Withrow [15]
  - Dobles femenino:  Leylah Fernandez /  Taylor Townsend [6]
  - Dobles mixto:  Ellen Perez /  Jean-Julien Rojer [5]
- Orden de juego

| Partidos en los estadios principales                 | Partidos en los estadios principales          | Partidos en los estadios principales        | Partidos en los estadios principales |
| Partidos en el Arthur Ashe Stadium                   | Partidos en el Arthur Ashe Stadium            | Partidos en el Arthur Ashe Stadium          | Partidos en el Arthur Ashe Stadium   |
| Evento                                               | Ganador                                       | Perdedor                                    | Marcador                             |
| ---------------------------------------------------- | --------------------------------------------- | ------------------------------------------- | ------------------------------------ |
| Individual femenino - Cuartos de final               | Cori Gauff [6]                                | Jeļena Ostapenko [20]                       | 6-0, 6-2                             |
| Individual masculino - Cuartos de final              | Novak Djokovic [2]                            | Taylor Fritz [9]                            | 6-1, 6-4, 6-4                        |
| Individual femenino - Cuartos de final               | Karolína Muchová [10]                         | Sorana Cîrstea [30]                         | 6-0, 6-3                             |
| Individual masculino - Cuartos de final              | Ben Shelton                                   | Frances Tiafoe [10]                         | 6-2, 3-6, 7-6(9-7), 6-2              |
| Partidos en el Louis Armstrong Stadium               |                                               |                                             |                                      |
| Evento                                               | Ganador                                       | Perdedor                                    | Marcador                             |
| Dobles masculino - Cuartos de final                  | Rajeev Ram [3] Joe Salisbury [3]              | Máximo González [5] Andrés Molteni [5]      | 6-4, 6-3                             |
| Dobles femenino - Cuartos de final                   | Jennifer Brady Luisa Stefani                  | Magda Linette Bernarda Pera                 | 7-6(7-1), 3-6, 6-3                   |
| Dobles femenino - Cuartos de final                   | Gabriela Dabrowski [16] Erin Routliffe [16]   | Leylah Fernandez [6] Taylor Townsend [6]    | 2-6, 6-3, 7-6(10-8)                  |
| Dobles mixto - Cuartos de final                      | Jessica Pegula [1] Austin Krajicek [1]        | Ellen Perez [5] Jean-Julien Rojer [5]       | 6-4, 3-6, [10-8]                     |
| Partidos en el Grandstand                            |                                               |                                             |                                      |
| Evento                                               | Ganador                                       | Perdedor                                    | Marcador                             |
| Dobles masculino - Cuartos de final                  | Pierre-Hugues Herbert [PR] Nicolas Mahut [PR] | Robert Galloway Albano Olivetti             | 7-5, 6-4                             |
| Dobles mixto - Cuartos de final                      | Ena Shibahara Mate Pavić                      | Barbora Strýcová Santiago González          | 6-4, 7-6(8-6)                        |
| Dobles masculino - Cuartos de final                  | Ivan Dodig [2] Austin Krajicek [2]            | Hugo Nys [9] Jan Zieliński [9]              | 6-4, 2-6, 6-3                        |
| Dobles masculino - Cuartos de final                  | Rohan Bopanna [6] Matthew Ebden [6]           | Nathaniel Lammons [15] Jackson Withrow [15] | 7-6(12-10), 6-1                      |
| Fondo de color indica un partido de la rama femenina |                                               |                                             |                                      |

### Día 10 (6 de septiembre)
- Cabezas de serie eliminados:
  - Individual masculino:  Andrey Rublev [8],  Alexander Zverev [12]
  - Individual femenino:  Qinwen Zheng [23],  Markéta Vondroušová [9]
  - Dobles femenino:  Cori Gauff /  Jessica Pegula [3]
- Orden de juego

| Partidos en los estadios principales                 | Partidos en los estadios principales     | Partidos en los estadios principales  | Partidos en los estadios principales |
| Partidos en el Arthur Ashe Stadium                   | Partidos en el Arthur Ashe Stadium       | Partidos en el Arthur Ashe Stadium    | Partidos en el Arthur Ashe Stadium   |
| Evento                                               | Ganador                                  | Perdedor                              | Marcador                             |
| ---------------------------------------------------- | ---------------------------------------- | ------------------------------------- | ------------------------------------ |
| Individual femenino - Cuartos de final               | Aryna Sabalenka [2]                      | Qinwen Zheng [23]                     | 6-1, 6-4                             |
| Individual masculino - Cuartos de final              | Daniil Medvédev [3]                      | Andrey Rublev [8]                     | 6-4, 6-3, 6-4                        |
| Individual femenino - Cuartos de final               | Madison Keys [17]                        | Markéta Vondroušová [9]               | 6-1, 6-4                             |
| Individual masculino - Cuartos de final              | Carlos Alcaraz [1]                       | Alexander Zverev [12]                 | 6-3, 6-2, 6-4                        |
| Partidos en el Louis Armstrong Stadium               |                                          |                                       |                                      |
| Evento                                               | Ganador                                  | Perdedor                              | Marcador                             |
| Dobles femenino - Cuartos de final                   | Laura Siegemund [12] Vera Zvonareva [12] | Victoria Azarenka Beatriz Haddad Maia | 5-7, 7-5, 6-4                        |
| Dobles femenino - Cuartos de final                   | Su-Wei Hsieh [8] Xinyu Wang [8]          | Cori Gauff [3] Jessica Pegula [3]     | 7-6(7-3), 3-6, 6-4                   |
| Dobles mixto - Semifinales                           | Anna Danilina Harri Heliövaara           | Ena Shibahara Mate Pavić              | 7-6(7-2), 6-4                        |
| Dobles mixto - Semifinales                           | Jessica Pegula [1] Austin Krajicek [1]   | Taylor Townsend Ben Shelton           | 6-7(5-7), 6-1, [10-3]                |
| Fondo de color indica un partido de la rama femenina |                                          |                                       |                                      |

### Día 11 (7 de septiembre)
- Cabezas de serie eliminados: 
  - Individual femenino:  Karolína Muchová [10],  Madison Keys [17]
  - Dobles masculino:  Ivan Dodig /  Austin Krajicek [2]
- Orden de juego

| Partidos en los estadios principales                 | Partidos en los estadios principales | Partidos en los estadios principales          | Partidos en los estadios principales |
| Partidos en el Arthur Ashe Stadium                   | Partidos en el Arthur Ashe Stadium   | Partidos en el Arthur Ashe Stadium            | Partidos en el Arthur Ashe Stadium   |
| Evento                                               | Ganador                              | Perdedor                                      | Marcador                             |
| ---------------------------------------------------- | ------------------------------------ | --------------------------------------------- | ------------------------------------ |
| Individual femenino - Semifinales                    | Cori Gauff [6]                       | Karolína Muchová [10]                         | 6-4, 7-5                             |
| Individual femenino - Semifinales                    | Aryna Sabalenka [2]                  | Madison Keys [17]                             | 0-6, 7-6(7-1), 7-6(10-5)             |
| Partidos en el Louis Armstrong Stadium               |                                      |                                               |                                      |
| Evento                                               | Ganador                              | Perdedor                                      | Marcador                             |
| Dobles masculino - Semifinales                       | Rohan Bopanna [6] Matthew Ebden [6]  | Pierre-Hugues Herbert [PR] Nicolas Mahut [PR] | 7-6(7-3), 6-2                        |
| Dobles masculino - Semifinales                       | Rajeev Ram [3] Joe Salisbury [3]     | Ivan Dodig [2] Austin Krajicek [2]            | 7-5, 3-6, 6-3                        |
| Fondo de color indica un partido de la rama femenina |                                      |                                               |                                      |

### Día 12 (8 de septiembre)
- Cabezas de serie eliminados: 
  - Individual masculino:  Carlos Alcaraz [1]
  - Dobles masculino:  Rohan Bopanna /  Matthew Ebden [6]
  - Dobles femenino:  Su-Wei Hsieh /  Xinyu Wang [8]
- Orden de juego

| Partidos en los estadios principales                 | Partidos en los estadios principales        | Partidos en los estadios principales | Partidos en los estadios principales |
| Partidos en el Arthur Ashe Stadium                   | Partidos en el Arthur Ashe Stadium          | Partidos en el Arthur Ashe Stadium   | Partidos en el Arthur Ashe Stadium   |
| Evento                                               | Ganador                                     | Perdedor                             | Marcador                             |
| ---------------------------------------------------- | ------------------------------------------- | ------------------------------------ | ------------------------------------ |
| Dobles masculino - Final                             | Rajeev Ram [3] Joe Salisbury [3]            | Rohan Bopanna [6] Matthew Ebden [6]  | 2-6, 6-3, 6-4                        |
| Individual masculino - Semifinales                   | Novak Djokovic [2]                          | Ben Shelton                          | 6-3, 6-2, 7-6(7-4)                   |
| Individual masculino - Semifinales                   | Daniil Medvédev [3]                         | Carlos Alcaraz [1]                   | 7-6(7-3), 6-1, 3-6, 6-3              |
| Partidos en el Louis Armstrong Stadium               |                                             |                                      |                                      |
| Evento                                               | Ganador                                     | Perdedor                             | Marcador                             |
| Dobles femenino - Semifinales                        | Gabriela Dabrowski [16] Erin Routliffe [16] | Su-Wei Hsieh [8] Xinyu Wang [8]      | 6-1, 7-6(7-4)                        |
| Dobles femenino - Semifinales                        | Laura Siegemund [12] Vera Zvonareva [12]    | Jennifer Brady Luisa Stefani         | 6-4, 6-1                             |
| Fondo de color indica un partido de la rama femenina |                                             |                                      |                                      |

### Día 13 (9 de septiembre)
- Cabezas de serie eliminados: 
  - Individual femenino:  Aryna Sabalenka [2]
  - Dobles mixto:  Jessica Pegula /  Austin Krajicek [1]
- Orden de juego

| Partidos en los estadios principales                 | Partidos en los estadios principales | Partidos en los estadios principales   | Partidos en los estadios principales |
| Partidos en el Arthur Ashe Stadium                   | Partidos en el Arthur Ashe Stadium   | Partidos en el Arthur Ashe Stadium     | Partidos en el Arthur Ashe Stadium   |
| Evento                                               | Ganador                              | Perdedor                               | Marcador                             |
| ---------------------------------------------------- | ------------------------------------ | -------------------------------------- | ------------------------------------ |
| Dobles mixto - Final                                 | Anna Danilina Harri Heliövaara       | Jessica Pegula [1] Austin Krajicek [1] | 6-3, 6-4                             |
| Individual femenino - Final                          | Cori Gauff [6]                       | Aryna Sabalenka [2]                    | 2-6, 6-3, 6-2                        |
| Fondo de color indica un partido de la rama femenina |                                      |                                        |                                      |

### Día 14 (10 de septiembre)
- Cabezas de serie eliminados: 
  - Individual masculino:  Daniil Medvédev [3]
  - Dobles femenino:  Laura Siegemund /  Vera Zvonareva [12]
- Orden de juego

| Partidos en los estadios principales                 | Partidos en los estadios principales        | Partidos en los estadios principales     | Partidos en los estadios principales |
| Partidos en el Arthur Ashe Stadium                   | Partidos en el Arthur Ashe Stadium          | Partidos en el Arthur Ashe Stadium       | Partidos en el Arthur Ashe Stadium   |
| Evento                                               | Ganador                                     | Perdedor                                 | Marcador                             |
| ---------------------------------------------------- | ------------------------------------------- | ---------------------------------------- | ------------------------------------ |
| Dobles femenino - Final                              | Gabriela Dabrowski [16] Erin Routliffe [16] | Laura Siegemund [12] Vera Zvonareva [12] | 7-6(11-9), 6-3                       |
| Individual masculino - Final                         | Novak Djokovic [2]                          | Daniil Medvédev [3]                      | 6-3, 7-6(7-5), 6-3                   |
| Fondo de color indica un partido de la rama femenina |                                             |                                          |                                      |

## Cabezas de serie
Los siguientes son los jugadores cabezas de serie. Los cabezas de serie reales se basarán en las clasificaciones de la ATP y WTA a partir del 21 de agosto de 2023. La clasificación y los puntos corresponden al 28 de agosto de 2023.

### Individual masculino
| N.º | Clasif | Jugador                 | Puntos | Puntos por defender | Puntos ganados | Nuevos puntos | Ronda hasta la que avanzó en el torneo            |
| --- | ------ | ----------------------- | ------ | ------------------- | -------------- | ------------- | ------------------------------------------------- |
| 1   | 1      | Carlos Alcaraz          | 9815   | 2000                | 720            | 8535          | Semifinales, perdió ante Daniil Medvédev [3]      |
| 2   | 2      | Novak Djokovic          | 9795   | 0                   | 2000           | 11 795        | Campeón, venció a Daniil Medvédev [3]             |
| 3   | 3      | Daniil Medvédev         | 6260   | 180                 | 1200           | 7280          | Final, perdió ante Novak Djokovic [2]             |
| 4   | 4      | Holger Rune             | 4790   | 90                  | 10             | 4710          | Primera ronda, perdió ante Roberto Carballés      |
| 5   | 5      | Casper Ruud             | 4715   | 1200                | 45             | 3560          | Segunda ronda, perdió ante Zhizhen Zhang          |
| 6   | 6      | Jannik Sinner           | 4645   | 360                 | 180            | 4465          | Cuarta ronda, perdió ante Alexander Zverev [12]   |
| 7   | 7      | Stefanos Tsitsipas      | 4580   | 10                  | 45             | 4615          | Segunda ronda, perdió ante Dominic Stricker [Q]   |
| 8   | 8      | Andrey Rublev           | 4515   | 360                 | 360            | 4515          | Cuartos de final, perdió ante Daniil Medvédev [3] |
| 9   | 9      | Taylor Fritz            | 3605   | 10                  | 360            | 3955          | Cuartos de final, perdió ante Novak Djokovic [2]  |
| 10  | 10     | Frances Tiafoe          | 3050   | 720                 | 360            | 2690          | Cuartos de final, perdió ante Ben Shelton         |
| 11  | 11     | Karen Khachanov         | 2845   | 720                 | 10             | 2135          | Primera ronda, perdió ante Michael Mmoh [WC]      |
| 12  | 12     | Alexander Zverev        | 2670   | 0                   | 360            | 3030          | Cuartos de final, perdió ante Carlos Alcaraz [1]  |
| 13  | 13     | Álex de Miñaur          | 2595   | 90                  | 180            | 2685          | Cuarta ronda, perdió ante Daniil Medvédev [3]     |
| 14  | 14     | Tommy Paul              | 2570   | 90                  | 180            | 2660          | Cuarta ronda, perdió ante Ben Shelton             |
| 15  | 15     | Félix Auger-Aliassime   | 2375   | 45                  | 10             | 2340          | Primera ronda, perdió ante Mackenzie McDonald     |
| 16  | 16     | Cameron Norrie          | 2075   | 180                 | 90             | 1985          | Tercera ronda, perdió ante Matteo Arnaldi         |
| 17  | 17     | Hubert Hurkacz          | 2035   | 45                  | 45             | 2035          | Segunda ronda, perdió ante Jack Draper            |
| 18  | 18     | Lorenzo Musetti         | 2005   | 90                  | 10             | 1925          | Primera ronda, perdió ante Titouan Droguet [Q]    |
| 19  | 19     | Grigor Dimitrov         | 1690   | 45                  | 90             | 1735          | Tercera ronda, perdió ante Alexander Zverev [12]  |
| 20  | 20     | Francisco Cerúndolo     | 1600   | 10                  | 45             | 1635          | Segunda ronda, perdió ante Jiří Veselý [PR]       |
| 21  | 21     | Alejandro Davidovich    | 1525   | 180                 | 90             | 1435          | Tercera ronda, perdió ante Tommy Paul [14]        |
| 22  | 35     | Adrian Mannarino        | 1206   | 10                  | 90             | 1286          | Tercera ronda, perdió ante Frances Tiafoe [10]    |
| 23  | 25     | Nicolás Jarry           | 1439   | 35                  | 90             | 1494          | Tercera ronda, perdió ante Álex de Miñaur [13]    |
| 24  | 24     | Tallon Griekspoor       | 1440   | 10                  | 10             | 1440          | Primera ronda, perdió ante Arthur Fils            |
| 25  | 27     | Aleksandr Búblik        | 1384   | 45                  | 10             | 1349          | Primera ronda, perdió ante Dominic Thiem          |
| 26  | 28     | Daniel Evans            | 1381   | 90                  | 90             | 1381          | Tercera ronda, perdió ante Carlos Alcaraz [1]     |
| 27  | 23     | Borna Ćorić             | 1450   | 45                  | 10             | 1415          | Primera ronda, perdió ante Sebastián Báez         |
| 28  | 30     | Christopher Eubanks     | 1338   | 70                  | 45             | 1313          | Segunda ronda, perdió ante Benjamin Bonzi [WC]    |
| 29  | 33     | Ugo Humbert             | 1258   | 0                   | 10             | 1268          | Primera ronda, perdió ante Matteo Berrettini      |
| 30  | 34     | Tomás Martín Etcheverry | 1250   | 10                  | 45             | 1285          | Segunda ronda, perdió ante Stan Wawrinka          |
| 31  | 31     | Sebastian Korda         | 1330   | 45                  | 10             | 1295          | Primera ronda, perdió ante Márton Fucsovics       |
| 32  | 38     | Laslo Djere             | 1110   | 10                  | 90             | 1190          | Tercera ronda, perdió ante Novak Djokovic [2]     |

#### Bajas masculinas notables
| Clasif | Jugador            | Puntos | Puntos por defender | Puntos ganados | Nuevos puntos | Motivo                |
| ------ | ------------------ | ------ | ------------------- | -------------- | ------------- | --------------------- |
| 22     | Jan-Lennard Struff | 1482   | 8                   | 0              | 1474          | Lesión en la cadera.  |
| 26     | Denis Shapovalov   | 1415   | 90                  | 0              | 1325          | Lesión en la rodilla. |

### Individual femenino
| N.º | Clasif | Jugadora               | Puntos | Puntos por defender | Puntos ganados | Nuevos puntos | Ronda hasta la que avanzó en el torneo              |
| --- | ------ | ---------------------- | ------ | ------------------- | -------------- | ------------- | --------------------------------------------------- |
| 1   | 1      | Iga Świątek            | 9955   | 2000                | 240            | 8195          | Cuarta ronda, perdió ante Jeļena Ostapenko [20]     |
| 2   | 2      | Aryna Sabalenka        | 8746   | 780                 | 1300           | 9266          | Final, perdió ante Cori Gauff [6]                   |
| 3   | 3      | Jessica Pegula         | 5945   | 430                 | 240            | 5755          | Cuarta ronda, perdió ante Madison Keys [17]         |
| 4   | 4      | Elena Rybákina         | 5670   | 10                  | 130            | 5790          | Tercera ronda, perdió ante Sorana Cîrstea [30]      |
| 5   | 5      | Ons Jabeur             | 4831   | 1300                | 240            | 3772          | Cuarta ronda, perdió ante Qinwen Zheng [23]         |
| 6   | 6      | Cori Gauff             | 4595   | 430                 | 2000           | 6165          | Campeona, venció a Aryna Sabalenka [2]              |
| 7   | 7      | Caroline Garcia        | 3820   | 780                 | 10             | 3050          | Primera ronda, perdió ante Yafan Wang [Q]           |
| 8   | 8      | María Sákkari          | 3585   | 70                  | 10             | 3525          | Primera ronda, perdió ante Rebeka Masarova          |
| 9   | 9      | Markéta Vondroušová    | 3400   | 0                   | 430            | 3830          | Cuartos de final, perdió ante Madison Keys [17]     |
| 10  | 10     | Karolína Muchová       | 2995   | 10                  | 780            | 3765          | Semifinales, perdió ante Cori Gauff [6]             |
| 11  | 11     | Petra Kvitová          | 2920   | 240                 | 70             | 2750          | Segunda ronda, perdió ante Caroline Wozniacki [WC]  |
| 12  | 12     | Barbora Krejčíková     | 2811   | 70                  | 10             | 2751          | Primera ronda, perdió ante Lucia Bronzetti          |
| 13  | 14     | Daria Kasátkina        | 2560   | 10                  | 240            | 2790          | Cuarta ronda, perdió ante Aryna Sabalenka [2]       |
| 14  | 15     | Liudmila Samsonova     | 2525   | 240                 | 130            | 2415          | Tercera ronda, perdió ante Madison Keys [17]        |
| 15  | 13     | Belinda Bencic         | 2605   | 130                 | 240            | 2715          | Cuarta ronda, perdió ante Sorana Cîrstea [30]       |
| 16  | 16     | Veronika Kudermétova   | 2480   | 240                 | 10             | 2250          | Primera ronda, perdió ante Bernarda Pera            |
| 17  | 17     | Madison Keys           | 2290   | 130                 | 780            | 2940          | Semifinales, perdió ante Aryna Sabalenka [2]        |
| 18  | 18     | Victoria Azárenka      | 2235   | 240                 | 70             | 2065          | Segunda ronda, perdió ante Lin Zhu                  |
| 19  | 19     | Beatriz Haddad Maia    | 2220   | 70                  | 70             | 2220          | Segunda ronda, perdió ante Taylor Townsend          |
| 20  | 21     | Jeļena Ostapenko       | 2160   | 10                  | 430            | 2580          | Cuartos de final, perdió ante Cori Gauff [6]        |
| 21  | 22     | Donna Vekić            | 2125   | 10                  | 10             | 2125          | Primera ronda, perdió ante Sachia Vickery [Q]       |
| 22  | 20     | Ekaterina Alexandrova  | 2190   | 70                  | 130            | 2250          | Tercera ronda, perdió ante Markéta Vondroušová [9]  |
| 23  | 23     | Qinwen Zheng           | 1823   | 130                 | 430            | 2123          | Cuartos de final, perdió ante Aryna Sabalenka [2]   |
| 24  | 24     | Magda Linette          | 1756   | 10                  | 70             | 1816          | Segunda ronda, perdió ante Jennifer Brady [PR]      |
| 25  | 25     | Karolína Plíšková      | 1685   | 430                 | 70             | 1325          | Segunda ronda, perdió ante Clara Burel              |
| 26  | 26     | Elina Svitolina        | 1679   | 0                   | 130            | 1809          | Tercera ronda, perdió ante Jessica Pegula [3]       |
| 27  | 27     | Anastasia Potápova     | 1675   | 70                  | 10             | 1615          | Primera ronda, perdió ante Clara Tauson             |
| 28  | 28     | Anhelina Kalínina      | 1597   | 70                  | 10             | 1537          | Primera ronda, perdió ante Sara Sorribes            |
| 29  | 29     | Elisabetta Cocciaretto | 1420   | 40                  | 10             | 1390          | Primera ronda, perdió ante Kaja Juvan [Q]           |
| 30  | 30     | Sorana Cîrstea         | 1400   | 70                  | 430            | 1760          | Cuartos de final, perdió ante Karolína Muchová [10] |
| 31  | 31     | Marie Bouzková         | 1393   | 70                  | 130            | 1453          | Tercera ronda, perdió ante Ons Jabeur [5]           |
| 32  | 32     | Elise Mertens          | 1389   | 10                  | 130            | 1509          | Tercera ronda, perdió ante Cori Gauff [6]           |

## Cabezas de serie dobles
| Jugadores         | Jugadores              | Clasif | N.º |
| ----------------- | ---------------------- | ------ | --- |
| Wesley Koolhof    | Neal Skupski           | 2      | 1   |
| Ivan Dodig        | Austin Krajicek        | 7      | 2   |
| Rajeev Ram        | Joe Salisbury          | 11     | 3   |
| Marcelo Arévalo   | Jean-Julien Rojer      | 16     | 4   |
| Máximo González   | Andrés Molteni         | 19     | 5   |
| Rohan Bopanna     | Matthew Ebden          | 24     | 6   |
| Santiago González | Édouard Roger-Vasselin | 26     | 7   |
| Marcel Granollers | Horacio Zeballos       | 34     | 8   |
| Hugo Nys          | Jan Zieliński          | 36     | 9   |
| Kevin Krawietz    | Tim Puetz              | 38     | 10  |
| Sander Gillé      | Joran Vliegen          | 42     | 11  |
| Jamie Murray      | Michael Venus          | 51     | 12  |
| Lloyd Glasspool   | Harri Heliövaara       | 54     | 13  |
| Matwé Middelkoop  | Mate Pavić             | 58     | 14  |
| Nathaniel Lammons | Jackson Withrow        | 61     | 15  |
| Robin Haase       | Nikola Mektić          | 65     | 16  |

| Jugadoras            | Jugadoras           | Clasif | N.º |
| -------------------- | ------------------- | ------ | --- |
| Barbora Krejčíková   | Kateřina Siniaková  | 3      | 1   |
| Storm Hunter         | Elise Mertens       | 7      | 2   |
| Cori Gauff           | Jessica Pegula      | 12     | 3   |
| Desirae Krawczyk     | Demi Schuurs        | 18     | 4   |
| Nicole Melichar      | Ellen Perez         | 23     | 5   |
| Leylah Fernandez     | Taylor Townsend     | 25     | 6   |
| Shuko Aoyama         | Ena Shibahara       | 28     | 7   |
| Su-Wei Hsieh         | Xinyu Wang          | 34     | 8   |
| Hao-ching Chan       | Giuliana Olmos      | 39     | 9   |
| Lyudmyla Kichenok    | Jeļena Ostapenko    | 50     | 10  |
| Latisha Chan         | Zhaoxuan Yang       | 55     | 11  |
| Laura Siegemund      | Vera Zvonareva      | 61     | 12  |
| Veronika Kudermetova | Liudmila Samsonova  | 66     | 13  |
| Marta Kostyuk        | Elena-Gabriela Ruse | 66     | 14  |
| Miyu Kato            | Aldila Sutjiadi     | 70     | 15  |
| Gabriela Dabrowski   | Erin Routliffe      | 73     | 16  |

### Dobles mixto
| Jugadores        | Jugadores         | N.º |
| ---------------- | ----------------- | --- |
| Jessica Pegula   | Austin Krajicek   | 1   |
| Desirae Krawczyk | Neal Skupski      | 2   |
| Su-Wei Hsieh     | Marcelo Arévalo   | 3   |
| Luisa Stefani    | Joe Salisbury     | 4   |
| Ellen Perez      | Jean-Julien Rojer | 5   |
| Nicole Melichar  | Matthew Ebden     | 6   |
| Demi Schuurs     | Hugo Nys          | 7   |
| Zhaoxuan Yang    | Kevin Krawietz    | 8   |

## Invitados
| - Benjamin Bonzi - Rinky Hijikata - John Isner - Steve Johnson - Alex Michelsen - Michael Mmoh - Ethan Quinn - Learner Tien | - Kayla Day - Fiona Ferro - Storm Hunter - Ashlyn Krueger - Robin Montgomery - Clervie Ngounoue - Venus Williams - Caroline Wozniacki |

| - William Blumberg / Steve Johnson - Alexander Frusina / Adhithya Ganesan - Nicholas Godsick / Ethan Quinn - John Isner / Jack Sock - Vasil Kirkov / Denis Kudla - Aleksandar Kovacevic / Nicolás Moreno de Alborán - Eliot Spizzirri / Tyler Zink | - Olivia Center / Kate Fakih - Fiona Crawley / Carson Tanguilig - Quinn Gleason / Elizabeth Mandlik - Makenna Jones / Jamie Loeb - Sofia Kenin / Coco Vandeweghe - Ashlyn Krueger / Angela Kulikov - Robin Montgomery / Clervie Ngounoue |

### Dobles mixto
- Danielle Collins /  Ryan Harrison
- Cori Gauff /  Jack Sock
- Ashlyn Krueger /  Ethan Quinn
- Maria Mateas /  Mackenzie McDonald
- Bethanie Mattek-Sands /  Jamie Murray
- Robin Montgomery /  Alex Michelsen
- Asia Muhammad /  Jackson Withrow
- Alycia Parks /  Denis Kudla

## Clasificación
Las competiciones clasificatorias tendrán lugar en el Centro Nacional de Tenis USTA Billie Jean King del 22 al 25 de agosto de 2023.
| 1. Enzo Couacaud 2. Titouan Droguet 3. Felipe Meligeni Alves 4. Taro Daniel 5. Zachary Svajda 6. Hugo Gaston 7. Otto Virtanen 8. Borna Gojo 9. Jakub Menšík 10. Sho Shimabukuro 11. Stefano Travaglia 12. Timofey Skatov 13. Nicolás Moreno de Alborán 14. Yu Hsiou Hsu 15. Dominic Stricker 16. Emilio Nava | 1. Olivia Gadecki 2. Elsa Jacquemot 3. Sachia Vickery 4. Vera Zvonareva 5. Greet Minnen 6. Tatiana Prozorova 7. Eva Lys 8. Han Na-lae 9. Yuriko Miyazaki 10. Laura Siegemund 11. Kaja Juvan 12. Elena-Gabriela Ruse 13. Fiona Crawley 14. Mirjam Björklund 15. Yafan Wang 16. Katie Volynets |

## Campeones defensores
| Evento                      | Campeones de 2022                     | Campeones de 2023                 |
| --------------------------- | ------------------------------------- | --------------------------------- |
| Individual masculino        | Carlos Alcaraz                        | Novak Djokovic                    |
| Individual femenino         | Iga Świątek                           | Cori Gauff                        |
| Dobles masculino            | Rajeev Ram Joe Salisbury              | Rajeev Ram Joe Salisbury          |
| Dobles femenino             | Barbora Krejčíková Kateřina Siniaková | Gabriela Dabrowski Erin Routliffe |
| Dobles mixto                | Storm Hunter John Peers               | Anna Danilina Harri Heliövaara    |
| Individual júnior masculino | Martín Landaluce                      | João Fonseca                      |
| Individual júnior femenino  | Alexandra Eala                        | Katherine Hui                     |
| Dobles júnior masculino     | Ozan Baris Nishesh Basavareddy        | Max Dahlin Oliver Ojakaar         |
| Dobles júnior femenino      | Lucie Havlíčková Diana Shnaider       | Mara Gae Anastasiia Gureva        |

## Campeones

### Sénior

#### Individual masculino
Novak Djokovic venció a  Daniil Medvédev por 6-3, 7-6(7-5), 6-3

#### Individual femenino
Cori Gauff venció a  Aryna Sabalenka por 2-6, 6-3, 6-2

#### Dobles masculino
Rajeev Ram /  Joe Salisbury vencieron a  Rohan Bopanna /  Matthew Ebden por 2-6, 6-3, 6-4

#### Dobles femenino
Gabriela Dabrowski /  Erin Routliffe vencieron a  Laura Siegemund /  Vera Zvonareva por 7-6(11-9), 6-3

#### Dobles mixto
Anna Danilina /  Harri Heliövaara vencieron a  Jessica Pegula /  Austin Krajicek por 6-3, 6-4

### Júnior

#### Individual masculino
João Fonseca venció a  Learner Tien por 4-6, 6-4, 6-3

#### Individual femenino
Katherine Hui venció a  Tereza Valentová por 6-4, 6-4

#### Dobles masculinos
Max Dahlin /  Oliver Ojakaar vencieron a  Federico Bondioli /  Joel Schwärzler por 3-6, 6-3, [11-9]

#### Dobles femeninos
Mara Gae /  Anastasiia Gureva vencieron  a  Sara Saito /  Nanaka Sato por 1-6, 7-5, [10-8]

### Silla de ruedas

#### Individual masculino
Alfie Hewett venció a  Gordon Reid por 6-4, 6-3

#### Individual femenino
Diede de Groot venció a  Yui Kamiji por 6-2, 6-2

#### Dobles masculino
Stéphane Houdet /  Takashi Sanada vencieron a  Takuya Miki /  Tokito Oda por 6-4, 6-4

#### Dobles femenino
Yui Kamiji /  Kgothatso Montjane vencieron a  Diede de Groot /  Jiske Griffioen por w/o

#### Individual Quad
Sam Schröder venció a  Niels Vink por 6-3, 7-5

#### Dobles Quad
Sam Schröder /  Niels Vink vencieron a  Andy Lapthorne /  Donald Ramphadi por 6-1, 6-2